# Vesperbild (The Cloisters)
Het Vesperbild (Duits voor piëta) is een kleine houten beeld in de collectie van The Cloisters, New York. Het beeld dateert uit circa 1375-1400 en is afkomstig uit de Rijnvallei in Zuid-Duitsland.
Het beeld werd door het Metropolitan Museum of Art in 1948 gekocht met geld uit het Jacob S. Rogers fund. Voorheen was het beeld in bezit van kustverzamelaar en kunsthistoricus Lucien Demotte en te zien in de kunstgalerijen Demotte in Parijs en New York.

## Beschrijving
Het beeldhouwwerk toont de dode Christus op schoot bij Maria, de moeder van Jezus. Deze afbeelding weerspiegelt de geschriften van de Duitse mystici, die geloofden dat de Maagd, in haar verdriet, zich voorstelde dat ze Christus weer als een baby in haar armen hield.
Het beeld is gemaakt van populierenhout en gips, geverfd en verguld en achteraan uitgehold. Waarschijnlijk was het vroeger vastgemaakt aan een reliekhouder. Aangezien zijn beperkte grootte was het beeld waarschijnlijk niet bedoeld voor het hoofdaltaar maar voor het zijaltaar of een familiealtaar. Deze Duitse stijl werd later overgenomen door Franse beeldhouwers, maar met zachtere en minder brute realistische kenmerken.

## Details

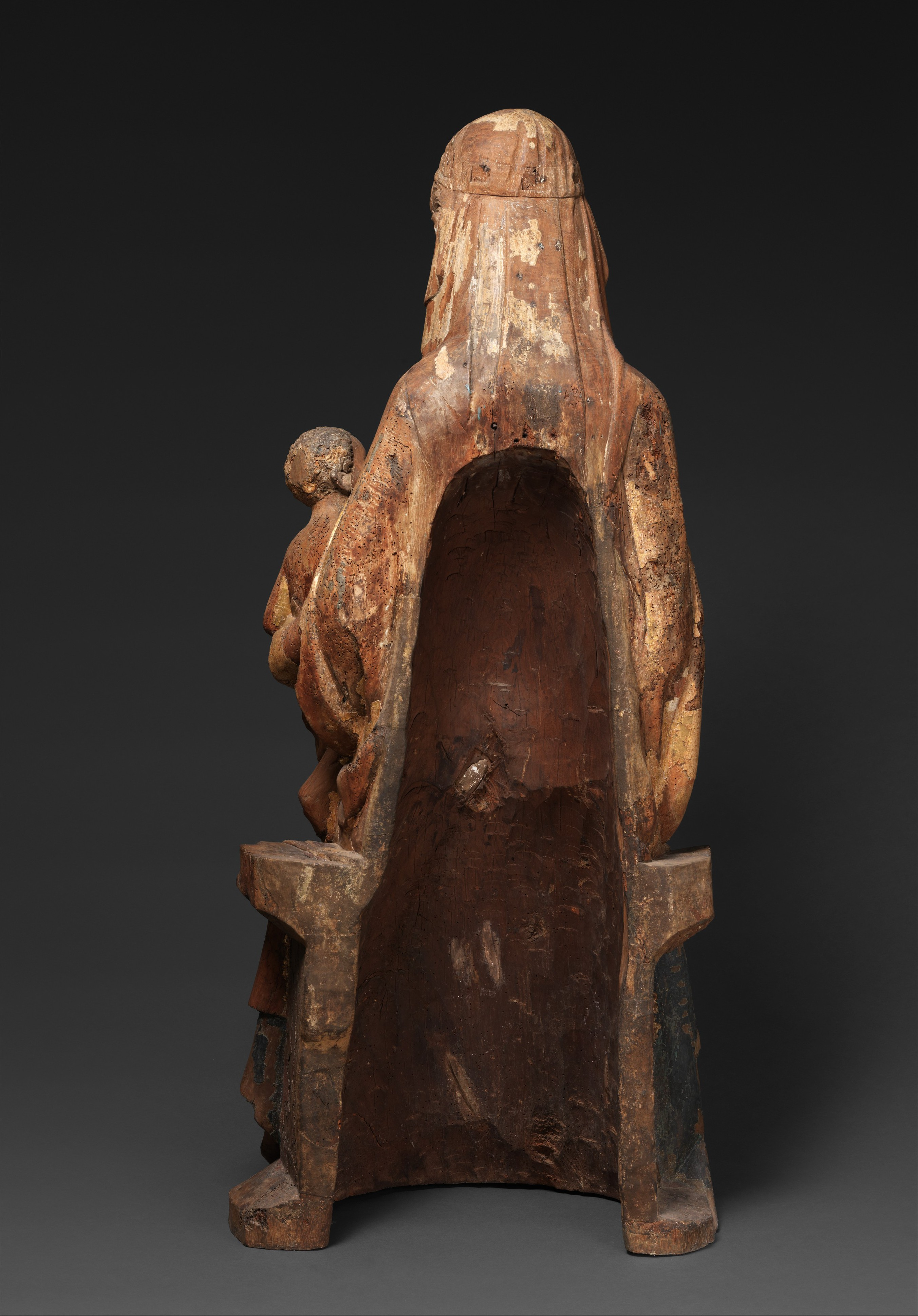
Uitgeholde achterkant
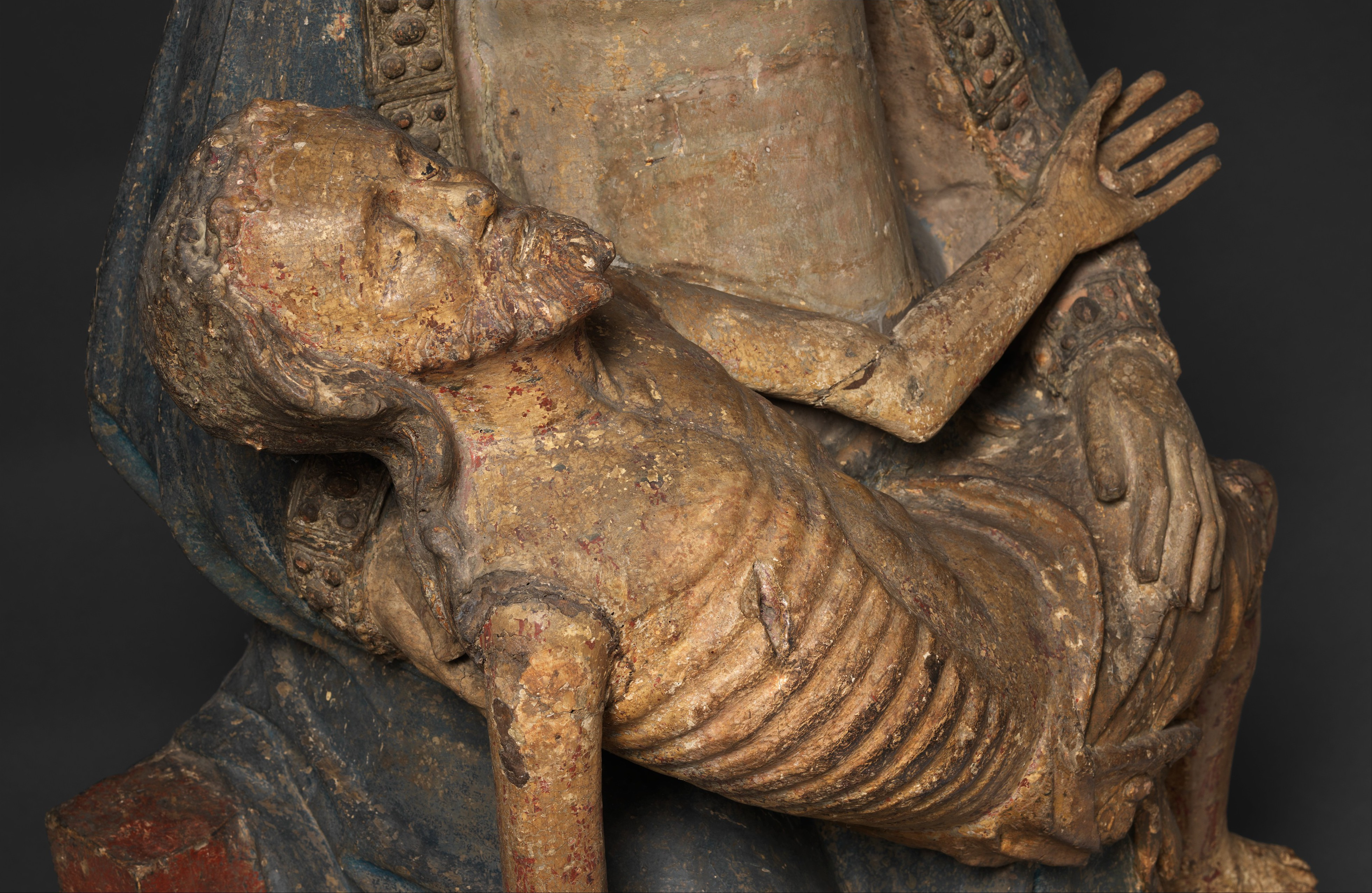
Detailaanzicht Christus
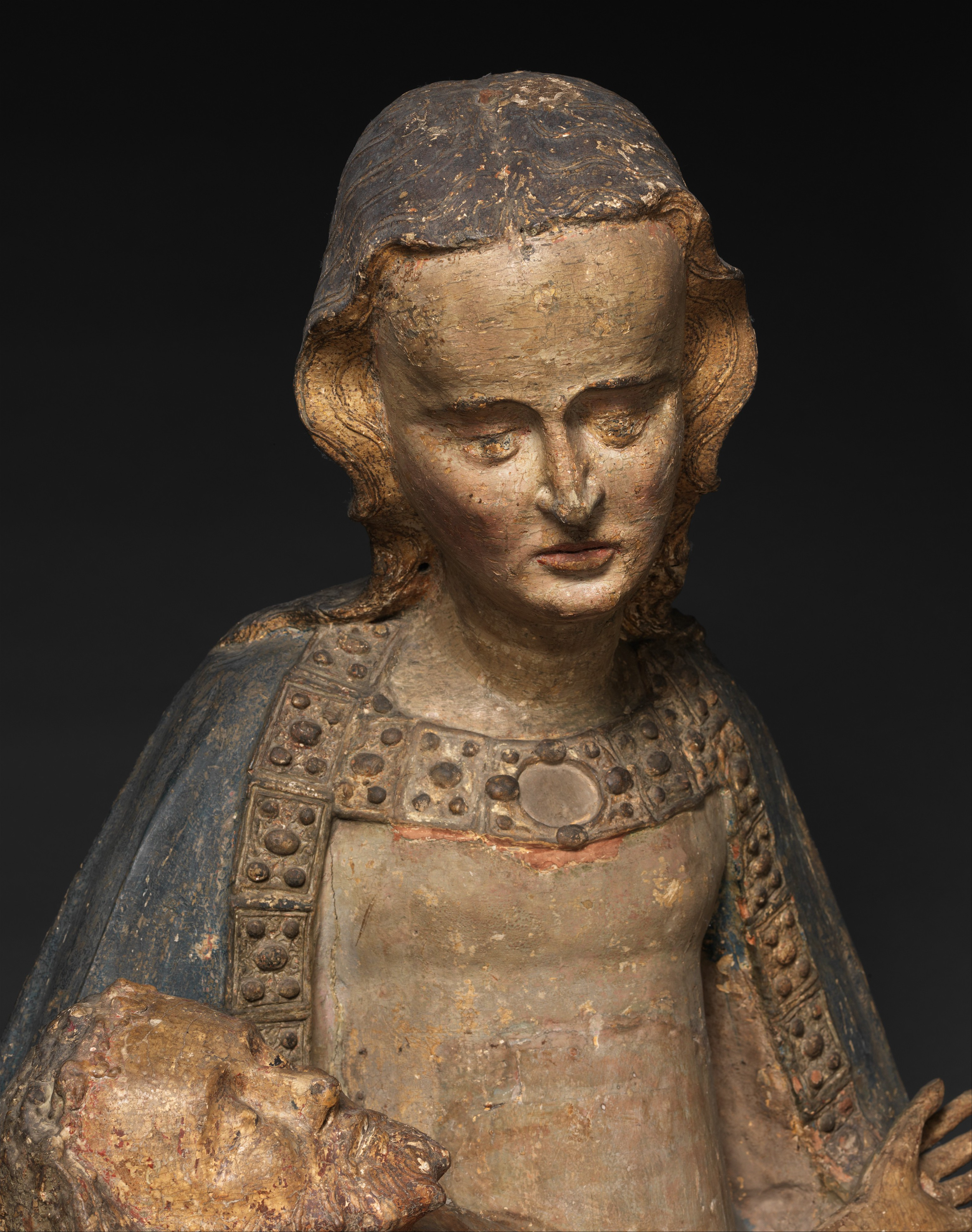
Detailaanzicht Maria

## Andere piëta’s in het museum

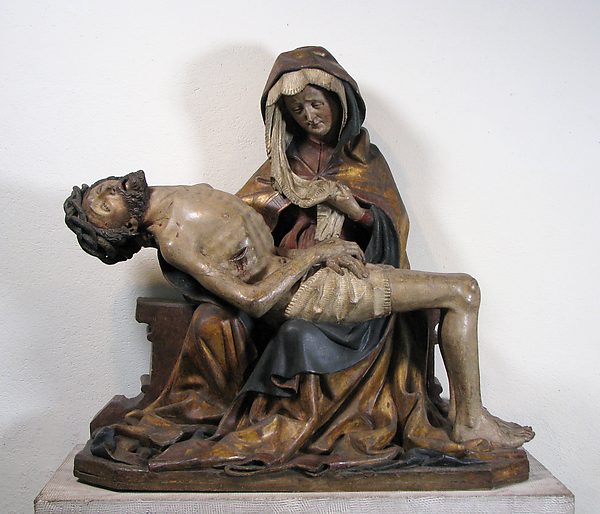
Piëta in hout, verguld, 1435-40, Schwaben
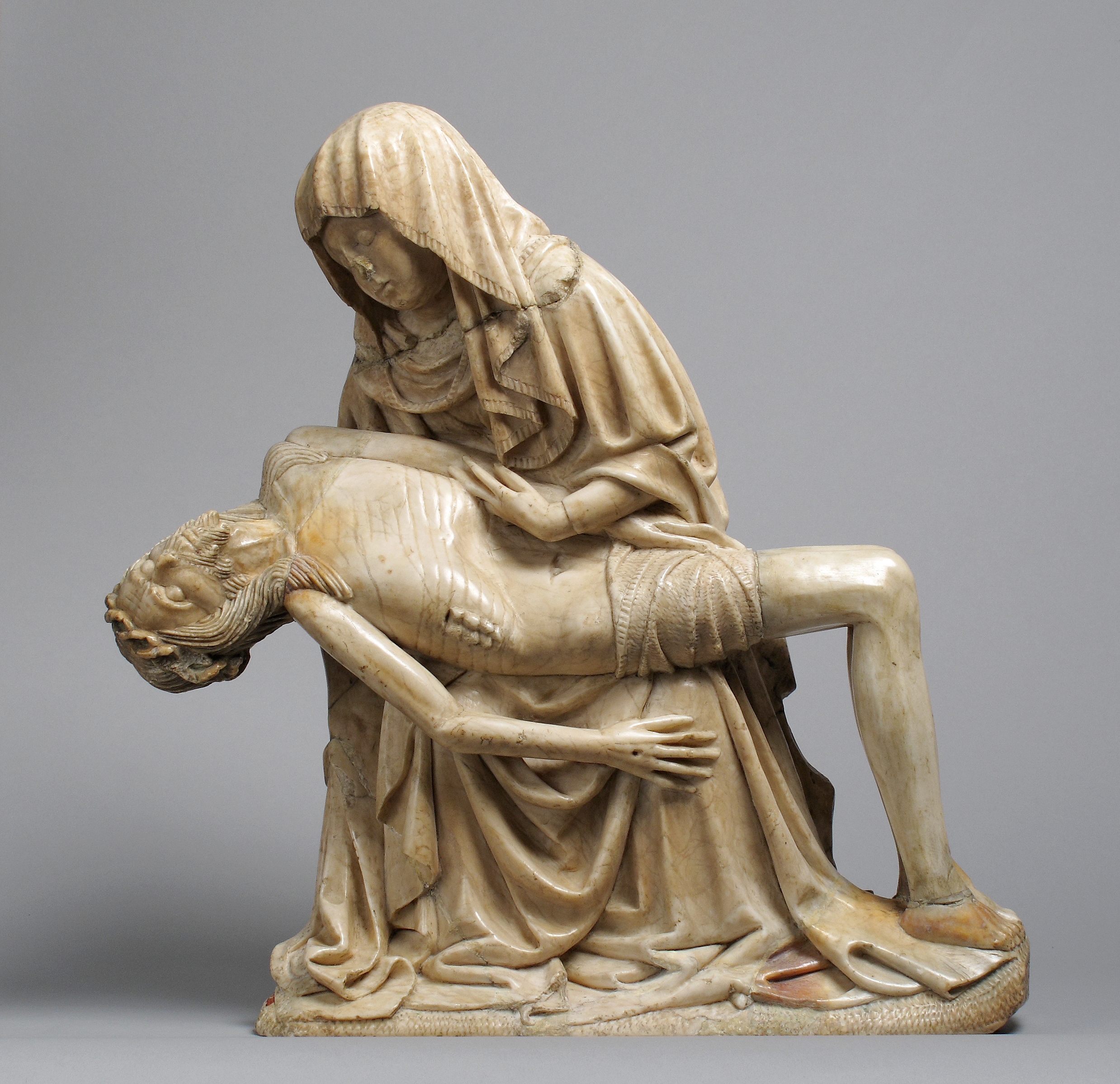
Beeld in albast, Duitsland, begin 15e eeuw
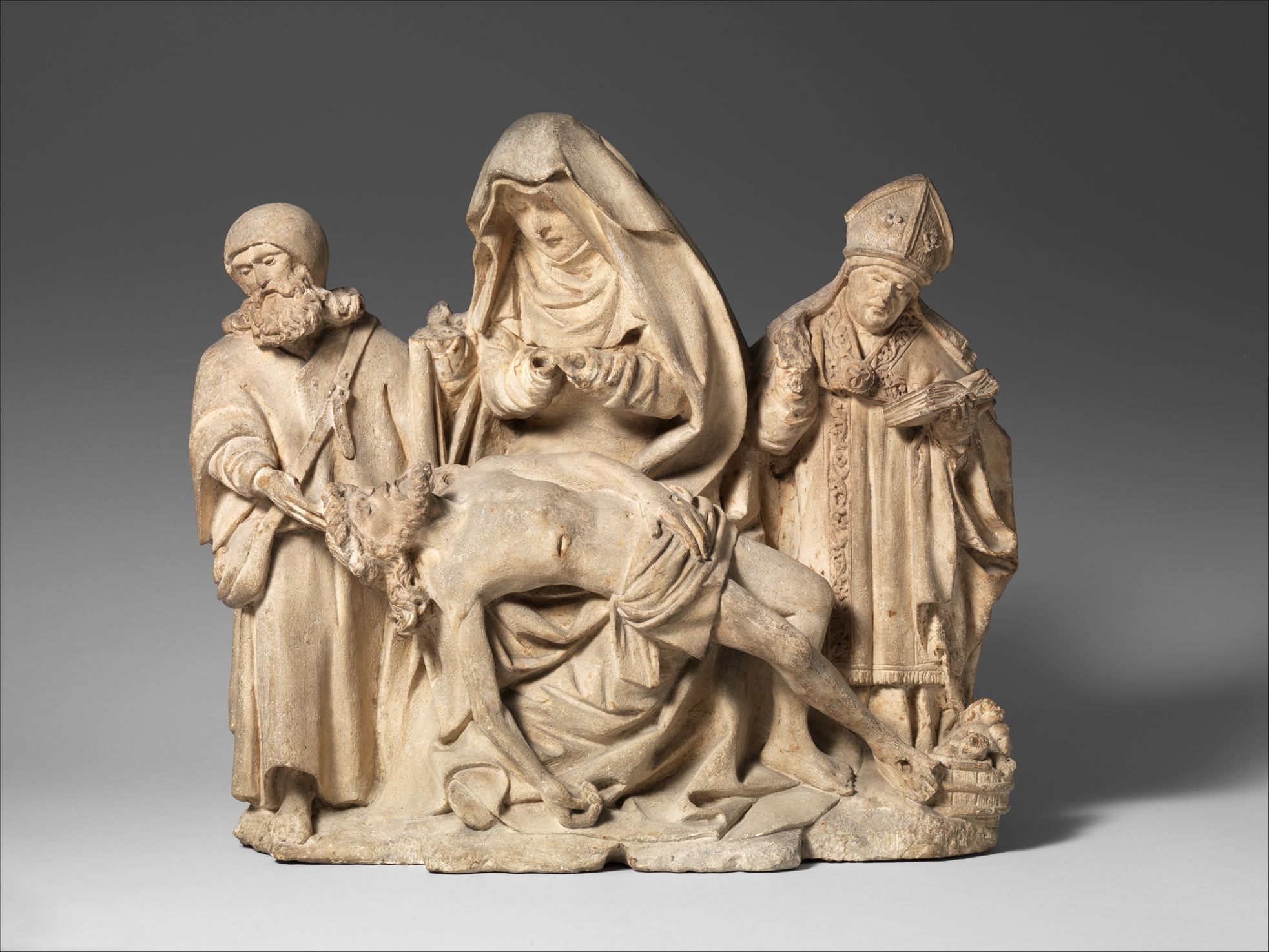
Piëta met de Sint-Jacobus en Sint-Nicolaas, kalksteen, Frankrijk, 16e eeuw